# گازلی‌گول (احسانیه)
گازلی‌گول (به ترکی استانبولی: Gazlıgöl) یک منطقهٔ مسکونی در ترکیه است که در احسانیه واقع شده‌است.